# Cornot
Cornot ist eine Gemeinde im französischen Département Haute-Saône in der Region Bourgogne-Franche-Comté.

## Geographie
Cornot liegt auf einer Höhe von 245 m über dem Meeresspiegel, fünf Kilometer westsüdwestlich von Combeaufontaine und etwa 25 Kilometer westlich der Stadt Vesoul (Luftlinie). Das Dorf erstreckt sich im Westen des Départements, in der leicht gewellten Landschaft auf dem Plateau nördlich der Saône, an leicht erhöhter Lage oberhalb der Mündung der Sorlière in die Gourgeonne.
Die Fläche des 11,19 km² großen Gemeindegebiets umfasst einen Abschnitt im Bereich des Plateaus nördlich des Saônetals. Von Norden nach Süden wird das Gebiet von der Alluvialniederung der Gourgeonne durchquert, die für die Entwässerung zur Saône sorgt. Bei Cornot mündet von rechts die Sorlière. Die Talaue liegt durchschnittlich auf 230 m und weist eine Breite von maximal einem Kilometer auf. Flankiert wird das Tal auf beiden Seiten von einem Plateau, das eine durchschnittliche Höhe von 250 m erreicht. Diese Hochfläche besteht aus einer Wechsellagerung von kalkigen und sandig-mergeligen Sedimenten der oberen Jurazeit. Das Plateau wird durch verschiedene Mulden untergliedert, die sich zum Tal der Gourgeonne öffnen. In der Talniederung und auf dem Plateau herrscht landwirtschaftliche Nutzung vor, doch gibt es auch größere Waldflächen, insbesondere im Bereich der Gemeindegrenzen. Nach Westen reicht das Gemeindeareal in den Bois de Cornot (267 m), nach Süden bis zum Bois de la Combe. Im Osten erstreckt es sich in die Waldung des Grand Bois auf dem Plateau von Combeaufontaine. Mit 293 m wird hier die höchste Erhebung von Cornot erreicht. 
Zu Cornot gehört der Weiler Artaufontaine (232 m) am östlichen Talrand der Gourgeonne. Nachbargemeinden von Cornot sind Lavigney und Gourgeon im Norden, Combeaufontaine und Confracourt im Osten, Vauconcourt-Nervezain im Süden sowie La Roche-Morey im Westen.

## Geschichte
Erstmals urkundlich erwähnt wird Cornot im Jahr 1160. Im Mittelalter gehörte das Dorf zur Freigrafschaft Burgund und darin zum Gebiet des Bailliage d’Amont. Das Gebiet von Cornot gehörte verschiedenen Herrschaften: Ein Teil war im Besitz des Klosters Cherlieu, während Artaufontaine zunächst der Familie Vergy, danach den Oiselay und den Magnoncourt unterstand. Zusammen mit der Franche-Comté gelangte Cornot mit dem Frieden von Nimwegen 1678 definitiv an Frankreich. Heute ist Cornot Mitglied des 10 Ortschaften umfassenden Gemeindeverbandes Communauté de communes des Belles Fontaines.

## Sehenswürdigkeiten
Die Dorfkirche von Cornot wurde im 18. Jahrhundert erbaut. Aus dem 19. Jahrhundert stammt die neugotische Chapelle du Marmont. Zu den weiteren Sehenswürdigkeiten zählen ein Calvaire (17. Jahrhundert) und eine ehemalige Wassermühle. 
Vom einstigen Herrschaftssitz sind nur noch wenige Überreste (integriert in einen Bauernhof) sichtbar. In Artaufontaine befindet sich das Oratoire Saint-Come-et-Saint-Damien.

## Bevölkerung
| Jahr                       | 1962 | 1968 | 1975 | 1982 | 1990 | 1999 | 2006 |
| Einwohner                  | 194  | 183  | 159  | 145  | 158  | 159  | 151  |
| Quellen: Cassini und INSEE |      |      |      |      |      |      |      |

Mit 132 Einwohnern (1. Januar 2022) gehört Cornot zu den kleinen Gemeinden des Département Haute-Saône. Nachdem die Einwohnerzahl in der ersten Hälfte des 20. Jahrhunderts deutlich abgenommen hatte (1881 wurden noch 346 Personen gezählt), wurden seit Mitte der 1970er Jahre nur noch geringe Schwankungen verzeichnet.

## Wirtschaft und Infrastruktur
Cornot ist noch heute ein vorwiegend durch die Landwirtschaft (Ackerbau, Weinbau, Obstbau und Viehzucht) und die Forstwirtschaft geprägtes Dorf. Außerhalb des primären Sektors gibt es nur wenige Arbeitsplätze im Ort. Einige Erwerbstätige sind auch Wegpendler, die in den größeren Ortschaften der Umgebung ihrer Arbeit nachgehen.
Der Ort liegt abseits der größeren Durchgangsachsen an einer Departementsstraße, die von Vauconcourt nach Gourgeon führt. Weitere Straßenverbindungen bestehen mit Combeaufontaine, Confracourt, Betoncourt-les-Ménétriers und Lavigney.